# Unione Sportiva Fossanese 1948-1949
Questa voce raccoglie le informazioni riguardanti l'Unione Sportiva Fossanese nelle competizioni ufficiali della stagione 1948-1949.

## Rosa
| N. |                   | Ruolo | Calciatore    |
| -- | ----------------- | ----- | ------------- |
|    | Italia (bandiera) | C     | Mario Bo      |
|    | Italia (bandiera) | D     | Casadio       |
|    | Italia (bandiera) | D     | Di Maria      |
|    | Italia (bandiera) | D     | T. Dominietto |
|    | Italia (bandiera) | D     | Dominetti     |
|    | Italia (bandiera) | D     | Dutto         |
|    | Italia (bandiera) | D     | Fioccardi     |
|    | Italia (bandiera) | C     | Gallino       |
|    | Italia (bandiera) | A     | G. Gerbotto   |

| N. |                   | Ruolo | Calciatore    |
| -- | ----------------- | ----- | ------------- |
|    | Italia (bandiera) | C     | Girotti       |
|    | Italia (bandiera) | P     | D. Guzzoni    |
|    | Italia (bandiera) | C     | Longato       |
|    | Italia (bandiera) | A     | Luigi Martina |
|    | Italia (bandiera) | D     | Pasquali      |
|    | Italia (bandiera) | A     | M. Santini    |
|    | Italia (bandiera) | A     | Sobrero       |
|    | Italia (bandiera) | A     | C. Turati     |